# Rocha cataclástica

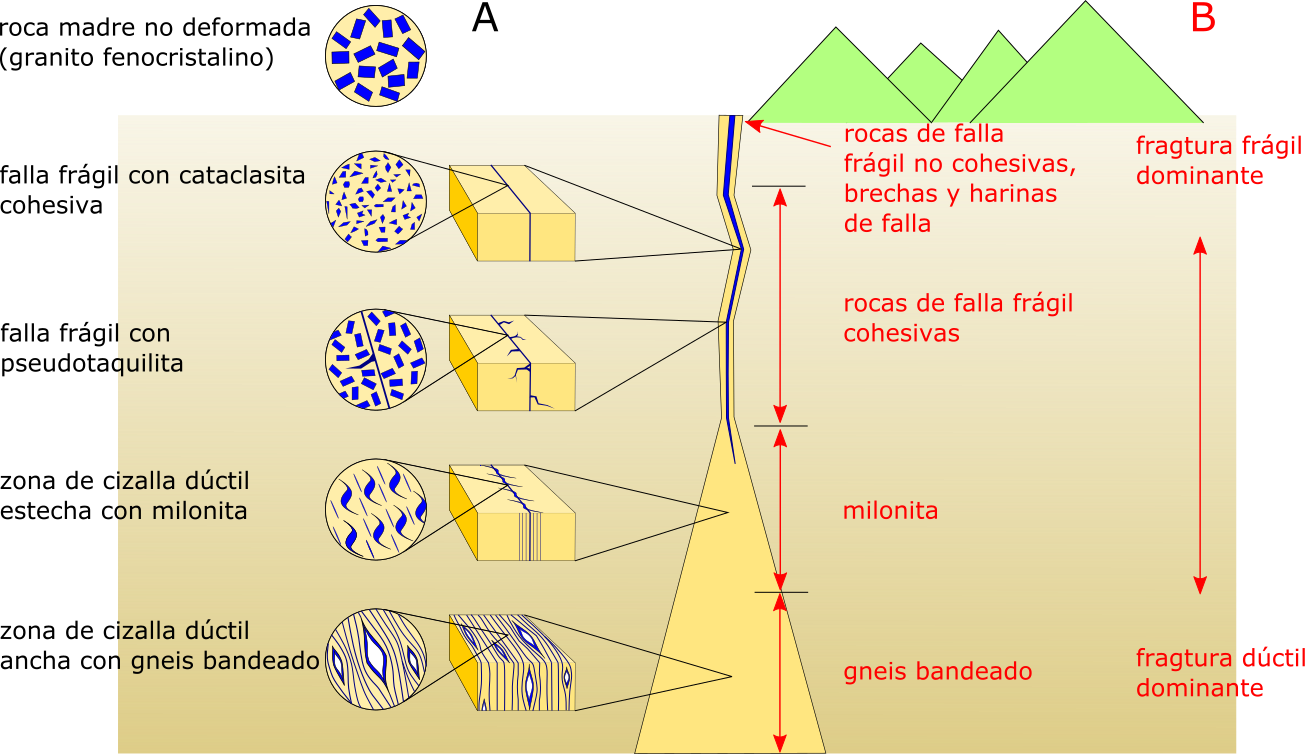
Distribuição dos principais tipos de rochas de falha em profundidade na crusta terrestre. A) Diagrama esquemático de quatro rochas de falha típicas (sem escala) e a geometria local da zona de cisalhamento num bloco de 1 m de largura, tal como se desenvolveria a partir de um granito fenocristalino. As zonas de cisalhamento inclinadas (normais ou inversas) mostram uma distribuição semelhante de rochas de falha e da geometria da zona de cisalhamento em profundidade na crosta. B) Secção transversal esquemática através de uma zona de cisalhamento transcorrente. A zona pode alargar-se e ocorrem alterações na geometria e no tipo dominante de rocha de falha com o aumento da profundidade e do grau de metamorfismo.

Rocha cataclástica é a designação utilizada em geologia estrutural e em petrologia para as rochas metamórficas total ou parcialmente formadas pela fracturação progressiva e cominuição de rochas preexistentes, um processo de metamorfismo dinâmico conhecido por cataclase. A cataclase envolve a granulação, esmagamento ou moagem da rocha original e, em seguida, a rotação e translação de corpos rígidos de grãos ou agregados minerais antes da litificação, resultando na deformação da rocha com fraturamentos e rotações de seus constituintes sem recristalizações minerais significativas. As rochas cataclásticas estão associadas a zonas de falha e a brechas de eventos de impacto, sendo as rochas que apresentam cataclase significativa designadas por cataclasitos. Nos processos de metamorfismo, a cataclase é em geral seguida por uma fase de blastese, com cristalização ou recristalização metamórfica, levando ao crescimento no estado sólido de minerais metamórficos ou metassomáticos.

## Descrição
As rochas catacásticas são o resultado de um processo de metamorfismo dinâmico ou cataclástico, em que os componentes minerais tem comportamento (reologia) frágil, predominantemente rúptil ou quebradiço, durante a ação metamórfica, favorecendo a geração de texturas de degradação com grãos minerais rotacionados, encurvados, fissurados e quebrados em grãos menores (sub-grãos) e com crescimento metamórfico muito limitado ou inexistente.
As rochas cataclásticas formam-se por processos rúpteis na parte superior da crosta em áreas de tensão moderada a elevada, particularmente em zonas de falha. Os dois principais mecanismos envolvidos são a microfracturação (quebra da rocha original em fragmentos) e o deslizamento/rolamento friccional dos fragmentos, combinado com mais fracturação, num processo designado por cominuição (ou moagem).

### Classificação
Vários esquemas de classificação foram propostos para as rochas cataclásticas, mas as mudanças na compreensão dos processos envolvidos na sua formação e um melhor conhecimento da variedade de tais rochas tornaram difícil uma classificação simples, particularmente onde as distinções não podem ser feitas em espécimes de mão. A classificação de rochas de falha de 1977, proposta por Richard H. Sibson, foi a primeira a incluir uma compreensão do mecanismo de deformação envolvido e todos os esquemas classificativos subsequentes tiveram essa base.
As brechas de falha foram também classificadas em termos das suas origens: (1) atrito; (2) esmagamento distribuído; e (3) brecha de implosão. Tomando terminologia emprestada da literatura sobre colapsos de cavernas, à classificação genética das brechas foram acrescentadas as tipologias  em funçaõ da sua concentração de clastos: (1) brechas de fissura; (2) brechas em mosaico; e (3) brachas caóticas.
Os principais tipos de rochas cataclásticas são os seguintes:
- Cataclasito — rocha de falha composta por clastos angulares numa matriz de granulação mais fina;[4] embora normalmente não foliada, algumas variedades foram descritas com um tecido planar bem desenvolvido, sendo conhecidas como cataclasitos foliados.[6] O cataclasito transforma-se em brecha de falha à medida que a percentagem de clastos visíveis à vista desarmada aumenta para mais de 30%;
- Brecha de falha — rocha de falha composta por grandes fragmentos de rocha numa matriz de grão fino. Pode ser coesiva ou incoesiva. A matriz pode também incluir veios minerais formados em espaços vazios entre os clastos, que podem ser fracturados por movimentos posteriores na falha;
- Farinha de falha (também goiva de falha ou kakirito) — um tipo de rocha de falha não consolidada e incoesiva, composta quase inteiramente por material finamente triturado. As variedades que têm um grande teor de minerais de argila são conhecidas como goivas de argila..
- Pseudotaquilito — rocha de falha que tem a aparência do taquilito ou do vidro basáltico, com cor escura e um aspeto vítreo. Encontra-se geralmente ao longo de uma superfície de falha ou como veios injectados nas paredes da falha. A maioria dos pseudotaquilitos formou-se claramente por fusão por fricção, associada quer a falhas sísmicas, quer a alguns grandes deslizamentos de terras ou estruturas de impacto de grandes meteoritos.

Os milonitos foram originalmente definidos como rochas cataclásticas, mas atualmente entende-se que se formaram principalmente por processos cristalino-plásticos, designados por milonitização.

### Fluxo cataclástico
O fluxo cataclástico é o principal mecanismo que acomoda grandes deformações acima da zona de transição rúptil-dúctil. Pode ser considerado como um mecanismo dúctil, embora ocorra dentro do regime elástico-friccional de deformação. A deformação é acomodada pelo deslizamento e rolamento de fragmentos no interior da rocha cataclástica. Ciclos de cimentação e refracturação são geralmente reconhecíveis nestas rochas.